# 팽성송화로
팽성송화로(Paengseongsonghwa-ro) 평택시 팽성읍 송화사거리에서 객사삼거리 를 잇는 도로이다.

## 주요 경유지
경기도
- 평택시 (신평동 . 비전동)

## 노선
| 이름                     | 접속 노선                   | 소재지 | 소재지 | 비고 |
| ------------------------ | --------------------------- | ------ | ------ | ---- |
| 송화사거리               | 국도 제45호선 (팽성로)      | 평택시 | 팽성읍 |      |
| 송화 교차로 (송화사거리) | 안정순환로 사거리길         | 평택시 | 팽성읍 |      |
| 예비군훈련장 사거리      | 송화택지로                  | 평택시 | 팽성읍 |      |
| 119안전센터사거리        | 송화택지로25번길            | 평택시 | 팽성읍 |      |
| 청담중학교 사거리        | 부용로56번길                | 평택시 | 팽성읍 |      |
| 객사삼거리               | 지방도 제315호선 (동서촌로) | 평택시 | 팽성읍 |      |

## 주요 시설및 건물
- 투썸플레이스 평택팽성점 (팽성송화로 153/송화리 787-1)
- 세븐일레븐 평택팽성우미점 (팽성송화로 154/송화리 788-1)
- 고봉민김밥 평택팽성점 (팽성송화로 154/송화리 788-1)
- 팽성119안전센터 (팽성팽성로 172/송화리 788-3)
- 청담고등학교 (팽성송화로 192/송화리 821)